# Харанжинское сельское поселение
Харанжинское сельское поселение — муниципальное образование со статусом сельского поселения в 
Братском районе Иркутской области России. Административный центр — посёлок Харанжино.

## Население
| 2010  | 2011  | 2012  | 2013  | 2014  | 2015  | 2016  |
| ----- | ----- | ----- | ----- | ----- | ----- | ----- |
| 1462  | ↘1454 | ↘1402 | ↘1354 | ↘1317 | ↘1259 | ↘1229 |
| 2017  |       |       |       |       |       |       |
| ↘1193 |       |       |       |       |       |       |

По результатам Всероссийской переписи населения 2010 года численность населения муниципального образования составила 1462 человека, в том числе 704 мужчины и  758 женщин.

## Населённые пункты
В состав сельского поселения входят 3 населённых пункта:
- посёлок Харанжино
- посёлок Октябрьск
- посёлок Туковский